# Louise Attaque
Louise Attaque ist eine seit 1994 existierende französische Band. Ihr Stil bewegt sich zwischen Chanson und Folk-Rock. Sie entwickelten sich aus der Schülerband Caravage, ihr erstes Album „Louise Attaque“ verkaufte sich auf Anhieb 2,5 Millionen Mal. Sie singen auf Französisch. 

## Geschichte
Anfang der 90er-Jahre lernten sich Gaëtan Roussel und Robin Feix in der Schule in Montargis kennen. Als kurz darauf noch der Schlagzeuger Alexandre Margraff zu ihnen stieß, gründeten sie die Band Caravage, nach dem italienischen Maler Caravaggio. Ihre ersten Aufnahmen verkauften sich nur im näheren Umfeld, aber schon bald folgten Auftritte in Bars und Festhallen. Nachdem der zeitweilige Leadgitarrist David die Band verließ, suchten sie per Anzeige nach einem neuen Mitglied und fanden Arnaud Samuel, einen Violinisten.
1994 nannten sich die vier schließlich in Paris in Louise Attaque um. Der Name bezieht sich auf Louise Michel, eine Anarchistin des 19. Jahrhunderts, und auf die Violent Femmes, eine amerikanische Rockband. Mit dem gleichnamigen ersten Album schaffte die bis dahin kaum bekannte Band 1997 den Durchbruch. Es wurden 2,8 Millionen Exemplare verkauft – bis dato ein Rekord für eine französische Musikgruppe. Das Album ist das fünft-meistverkaufte Album aller Zeiten in Frankreich und das meistverkaufte in der Geschichte des französischen Rock. 1998 folgte eine Tournee, die später ebenfalls auf DVD erschien.
Das zweite Album mit dem Titel "Comme on a dit" verkaufte sich im Jahr 2000 noch 700.000 Mal, bevor sich Louise Attaque trennten, um sich anderen Projekten zu widmen.
Gaëtan Roussel und Arnaud Samuel bildeten gemeinsam die Band Tarmac, während Robin Feix und Alexandre Margraff mit weiteren Ali Dragon gründeten. Gut fünf Jahre nach der Veröffentlichung von "Comme on a dit" fanden sich die vier Musiker jedoch abermals zusammen, um im Herbst 2005 ihr drittes Album À plus tard crocodile (eine wörtliche Übersetzung von See you later, alligator, einem aus der Jazz- und Blues-Musik stammenden Ausdruck) aufzunehmen, das am 5. September 2005 bei dem Label Atmosphériques veröffentlicht wurde, das auch schon die ersten beiden Alben herausgebracht hatte. Es folgten Tourneen durch Indien, Südamerika und Russland.
In den folgenden Jahren widmete sich Gaëtan Roussel Soloprojekten und veröffentlichte zwei Alben (2010 und 2013). Erst 2016 erschien ein weiteres Album von Louise Attaque: Anomalie, das erneut ein großer Erfolg war und eine ebenfalls sehr erfolgreiche Tournee nach sich zog. Beim französischen Musikpreis Victoires de la Musique wurde es als Bestes Rockalbum ausgezeichnet.

## Diskografie

### Alben
| Jahr | Titel                               | Höchstplatzierung, Gesamtwochen, AuszeichnungChartplatzierungen (Jahr, Titel, Platzierungen, Wochen, Auszeichnungen, Anmerkungen) | Höchstplatzierung, Gesamtwochen, AuszeichnungChartplatzierungen (Jahr, Titel, Platzierungen, Wochen, Auszeichnungen, Anmerkungen) | Höchstplatzierung, Gesamtwochen, AuszeichnungChartplatzierungen (Jahr, Titel, Platzierungen, Wochen, Auszeichnungen, Anmerkungen) | Anmerkungen                                       |
| Jahr | Titel                               | FR | BEW | CH | Anmerkungen                                       |
| ---- | ----------------------------------- | --- | --- | --- | ------------------------------------------------- |
| 1997 | Louise Attaque                      | FR1 ×2Doppelgold · (303 Wo.)FR | BEW4 Platin · (277 Wo.)BEW | — | Erstveröffentlichung: 22. April 1997              |
| 2000 | Comme on a dit                      | FR1 Platin · (76 Wo.)FR | BEW1 Gold · (37 Wo.)BEW | CH10 (20 Wo.)CH | Erstveröffentlichung: 14. Januar 2000             |
| 2005 | À plus tard crocodile               | FR2 (72 Wo.)FR | BEW2 (43 Wo.)BEW | CH7 (10 Wo.)CH | Erstveröffentlichung: 5. September 2005           |
| 2011 | Du monde tout autour                | FR6 (40 Wo.)FR | BEW4 (27 Wo.)BEW | CH91 (2 Wo.)CH | Erstveröffentlichung: 24. Oktober 2011            |
| 2016 | Anomalie                            | FR3 Platin · (64 Wo.)FR | BEW4 (38 Wo.)BEW | CH8 (8 Wo.)CH | Erstveröffentlichung: 12. Februar 2016            |
| 2017 | Louise Attaque (20ème anniversaire) | FR136 (1 Wo.)FR | — | — | Erstveröffentlichung: 3. November 2017            |
| 2022 | Planète terre                       | FR4 Gold · (28 Wo.)FR | BEW9 (13 Wo.)BEW | CH22 (5 Wo.)CH | Erstveröffentlichung: 4. November 2022            |
| 2024 | Amours                              | FR27 (… Wo.)FR | — | — | Erstveröffentlichung: 22. November 2024 Livealbum |

### Singles
| Jahr | Titel Album                           | Höchstplatzierung, Gesamtwochen, AuszeichnungChartplatzierungen (Jahr, Titel, Album, Platzierungen, Wochen, Auszeichnungen, Anmerkungen) | Höchstplatzierung, Gesamtwochen, AuszeichnungChartplatzierungen (Jahr, Titel, Album, Platzierungen, Wochen, Auszeichnungen, Anmerkungen) | Anmerkungen                                       |
| Jahr | Titel Album                           | FR | BEW | Anmerkungen                                       |
| --- | ------------------------------------- | --- | --- | ------------------------------------------------- |
| 1998 | Ton invitation Louise Attaque         | FR10 (44 Wo.)FR | BEW14 (16 Wo.)BEW | Erstveröffentlichung: 27. April 1998              |
| 2006 | Depuis toujours À plus tard crocodile | FR41 (10 Wo.)FR | — | Erstveröffentlichung: 20. März 2006               |
| Folgende Lieder erschienen nicht als Single, wurden aber durch das Album zum Download und Streaming bereitgestellt und konnten somit eine Platzierung erlangen: |                                       | | |                                                   |
| |                                       | | |                                                   |
| 1997 | J’t’emmène au vent Louise Attaque     | FR41 Diamant · (194 Wo.)FR | — | Charteinstieg FR: 2011 Höchstplatzierung FR: 2024 |
| 2015 | Anomalie                              | FR111 (4 Wo.)FR | — |                                                   |

## Videoalben
- 2006: Ya t’il quelqu’un ici ?! (am 25. April 2006 im Zénith in Paris aufgenommener Konzertmitschnitt)

## Auszeichnungen
- 1999: Victoires de la Musique in der Rubrik beste Band
- 2001: Victoires de la Musique in der Rubrik bestes Rockalbum für Comme on a dit
- 2006: Victoires de la Musique in der Rubrik bestes Rock/Pop-Album für À plus tard crocodile
- 2006: Artiste de la francophonie au Québec beim Prix Félix, einer Preisverleihung des Québecer Plattenindustrieverbandes ADISQ
- 2017: Victoires de la Musique in der Rubrik bestes Rockalbum für Anomalie

## Nebenprojekte
- Tarmac
- Ali Dragon